# لیزل پریتسکر سیمونز
لیزل پریتسکر سیمونز (انگلیسی: Liesel Pritzker Simmons؛ زادهٔ ۱۴ مارس ۱۹۸۴) بازیگر اهل ایالات متحده آمریکا است.
از فیلم‌ها یا برنامه‌های تلویزیونی که وی در آن نقش داشته‌است، می‌توان به ایر فورس وان و پرنسس کوچک اشاره کرد.